# 立正安國論

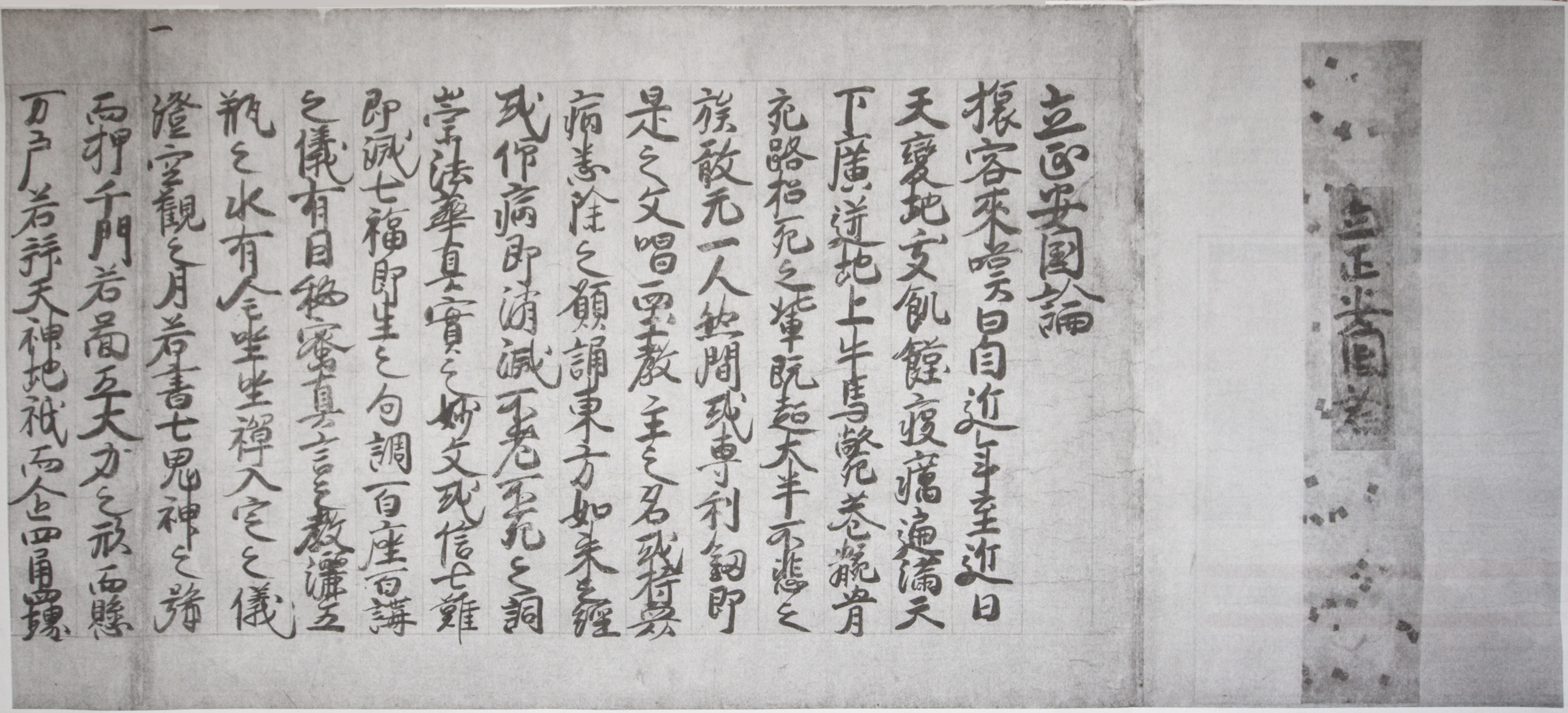
《立正安國論》卷首部分

《立正安國論》(日语：／)是日蓮的著作，鎌倉時代文應元年（1260年）完成，並上呈鎌倉幕府的前執權北條時賴。
《立正安國論》全文採用漢文問答的辭賦體寫成，主張確立《妙法蓮華經》為正法（「立正」），可使國家安泰（「安國」），否則將發生「自界叛逆難」、「他國侵逼難」。日蓮堅信，末法時期五濁惡世，唯有以天台宗智者大師所倡妙法蓮華經，獨尊法華宗，去除其他禪宗、淨土宗等教義，方能安定國家。